# Pirayor
Pirayor (singular: Piraya) är en grupp fiskar inom familjen laxkarpar. Pirayorna lever i Sydamerika och i Amazonfloden och dess biflöden.
I gruppen finns både köttätare och växtätare. Pirayorna är närbesläktade med tetrorna. Flera av pirayorna lämpar sig som akvariefiskar, företrädesvis i specialakvarium.
Namnet "Piraya" är en förvanskning av det inhemska tupí-namnet på fisken, förmedlat till europeiska språk via portugisiskans piranha. Det förra vetenskapliga namnet för släktet Serrasalmus kommer från latinet, där förledet serra är såg och salmo är lax, alltså en laxfisk med sågtandade tänder. Nattereri står för rovgirighet. 

## Släkten
Pirayorna är cirka 50 olika arter inom de fem släktena Pygoceʹntrus, Pristibryʹcon, Pygopriʹstis, Serrasaʹlmus och Catopriʹon.

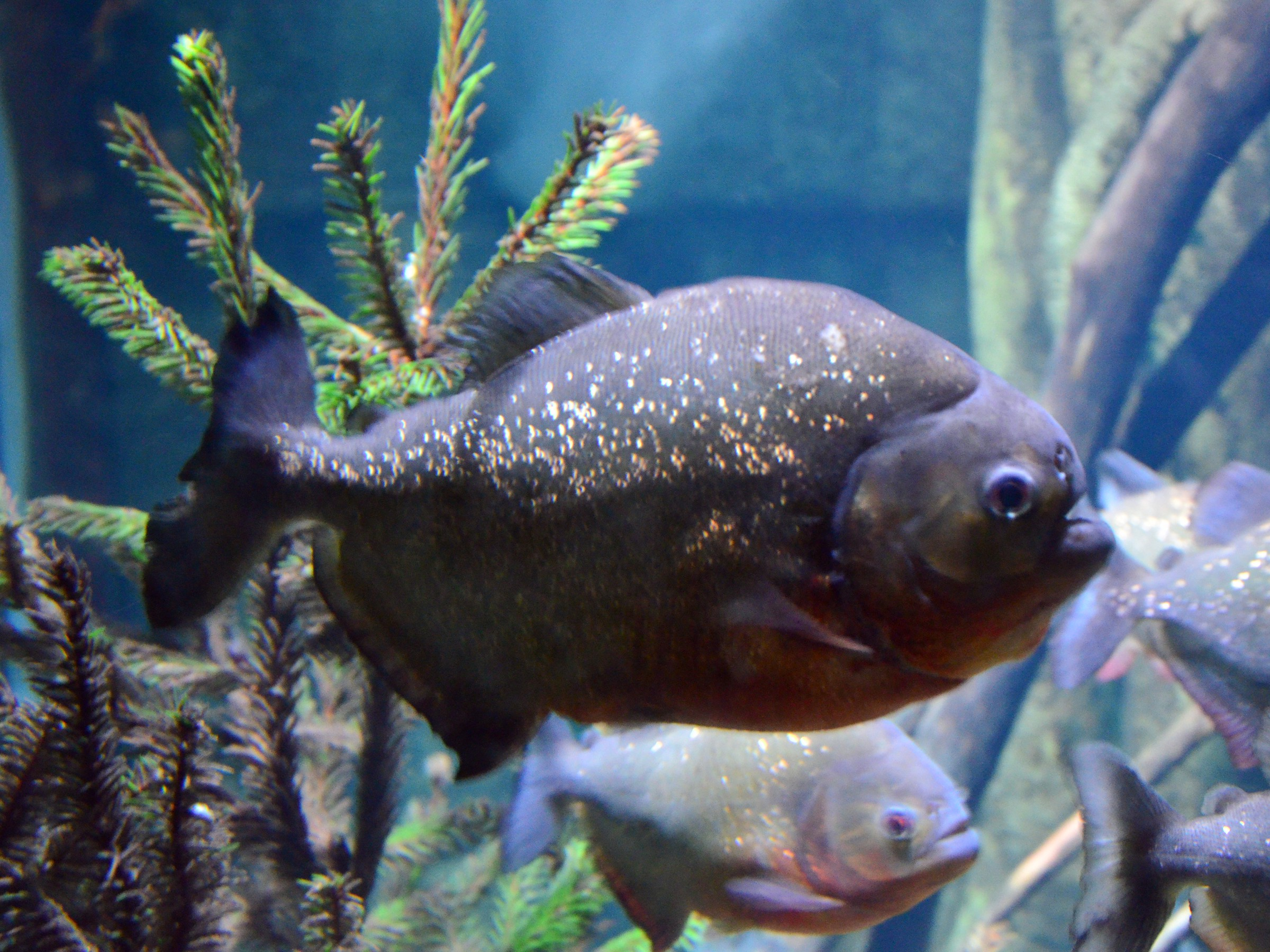
Svartfenad piraya